# Cratere Selk
Selk è un cratere sulla superficie di Titano.